# Macroclinium robustum
Macroclinium robustum là một loài thực vật có hoa trong họ Lan. Loài này được Pupulin & Mora-Ret. mô tả khoa học đầu tiên năm 1997.